# Luc De Vos (chanteur)
Pour les articles homonymes, voir De Vos.
Ne doit pas être confondu avec Luc De Vos (historien).
Luc De Vos, né le 12 juillet 1962 à Evergem, près de Gand, et mort le 29 novembre 2014  à Gand,, est un chanteur de rock belge néerlandophone, aussi chroniqueur, acteur et écrivain.
Chanteur du groupe de rock Gorki, il se produisait régulièrement dans les programmes des télévisions flamandes.

## Biographie
Luc De Vos est le plus jeune de sept enfants. Depuis l'âge de dix ans, il voulait devenir musicien pop. En 1990, son groupe Gorky (orthographié plus tard Gorki) termine troisième du Rock Rally organisé par le magazine Humo. Le groupe, dont il est le chanteur, produira onze albums et plusieurs succès, notamment Anja et surtout Mia.
Il est également chroniqueur, principalement pour la station de radio Studio Brussel et le magazine de la ville de Gand Zone 09 (maintenant DM.City). Il a aussi écrit sept livres à son nom. Son dernier écrit, Paddenkoppenland est une sorte de résumé de sa vie.
Il joue dans le court métrage Tata du réalisateur Nicolaas Rahoens (nl) aux côtés de la chanteuse Els Pynoo (nl).[réf. nécessaire]
Luc De Vos est retrouvé mort le 29 novembre 2014 dans son appartement de travail, à Gand où il résidait. Les possibilités d'un assassinat ou d'un suicide étaient  écartées. L'autopsie a révélé qu'il est décédé en raison d'une défaillance organique aiguë. Il laisse une femme et un fils de 13 ans[style à revoir].

## Honneurs
Le chanteur était un bekende Vlaming.